# Lijst van beschermd erfgoed in Bitsingen
Onderstaande tabel geeft een overzicht van de beschermde erfgoederen in de gemeente Bitsingen. Het beschermd erfgoed maakt deel uit van het cultureel erfgoed in België.
| Object                                                              | Bouwjaar/architect      | Deelgemeente      | Adres                | Coördinaten                   | Nummer?                | Afbeelding                                                         |
| ------------------------------------------------------------------- | ----------------------- | ----------------- | -------------------- | ----------------------------- | ---------------------- | ------------------------------------------------------------------ |
| Toren van Eben-Ezer (M)                                             | 1951-1965 Robert Garcet | Eben-Emael, Wonck |                      | 50° 46' 34" NB, 5° 38' 58" OL | 62011-CLT-0001-01 Info | Toren van Eben-Ezer (M)                                            |
| Site van "Lava-Heyoule" (S)                                         |                         | Eben-Emael        |                      | 50° 46' 54" NB, 5° 39' 58" OL | 62011-CLT-0002-01 Info |                                                                    |
| Toren van de oude Sint-Victorkerk (M)                               | 12e eeuw?               | Glaaien           | Rue de Brus          | 50° 45' 4" NB, 5° 32' 47" OL  | 62011-CLT-0003-01 Info | Toren van de oude Sint-Victorkerk (M)                              |
| Orgel van de Sint-Victorkerk (M)                                    |                         | Glaaien           | Place de l'Eglise    | 50° 45' 5" NB, 5° 32' 47" OL  | 62011-CLT-0004-01 Info |                                                                    |
| Sint-Lambertuskerk: toren (M)                                       |                         | Wonck             | Place Communale      | 50° 46' 8" NB, 5° 37' 47" OL  | 62011-CLT-0005-01 Info | Sint-Lambertuskerk: toren (M)                                      |
| Site van "Thier à la tombe" (S)                                     |                         | Eben-Emael        |                      | 50° 47' 32" NB, 5° 40' 21" OL | 62011-CLT-0006-01 Info |                                                                    |
| Tumulus van Emael (M) ensemble van de tumulus met zijn omgeving (S) |                         | Eben-Emael        | Rue du Garage        | 50° 47' 23" NB, 5° 40' 32" OL | 62011-CLT-0007-01 Info | Tumulus van Emael (M)ensemble van de tumulus met zijn omgeving (S) |
| Pastorie (M)                                                        | begin 18e eeuw          | Eben-Emael        | Place Roi Albert 15  | 50° 47' 39" NB, 5° 40' 5" OL  | 62011-CLT-0008-01 Info | Pastorie (M)                                                       |
| Hoeve Saint-Laurent (M)                                             | 17e-18e eeuw            | Glaaien           | Rue Saint-Laurent 74 | 50° 45' 13" NB, 5° 32' 27" OL | 62011-CLT-0010-01 Info | Hoeve Saint-Laurent (M)                                            |